# Kiełpin (powiat człuchowski)
Kiełpin (kaszub. Kiéłpën) – wieś kaszubska w Polsce położona w województwie pomorskim, w powiecie człuchowskim, w gminie Człuchów na trasie zawieszonej linii kolejowej Człuchów-Miastko. Siedziba sołectwa Kiełpin.
W latach 1975–1998 miejscowość administracyjnie należała do województwa słupskiego.

## Zabytki
Według rejestru zabytków NID na listę zabytków wpisany jest kościół filialny pw. św. Andrzeja Apostoła, szachulcowy, z końca XVIII w., nr rej.: A-155 z 13.05.1958.

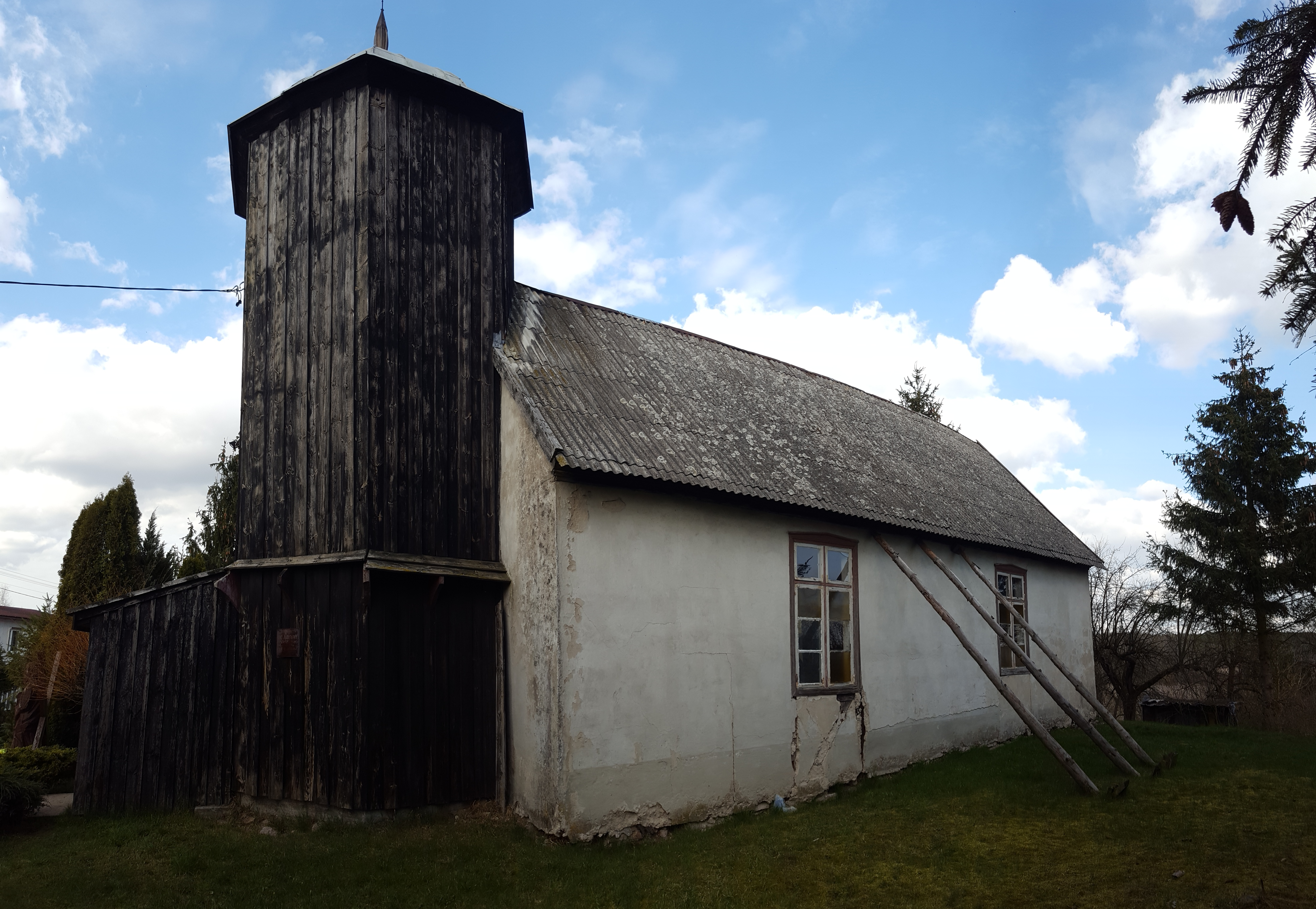
Kościół filialny pw. św. Andrzeja Apostoła